# Сасугёл
Сасугёл (рум. Sasâghiol) — река в Молдавии, протекающая в границах Кантемирского района и Комратского района АТО Гагаузия, правый приток реки Ялпужель (бассейн Дуная). Является притоком третьего порядка.

## Описание
Река Сасэгёл берёт своё начало в 0,4 км северо-западнее села Кочулия из родника, откуда формирует своё русло и следует на юго-восток и заканчивается в 0,22 км от южной окраины села Котовское, впадая в реку Ялпужель. Река зарегулирована искусственным прудом и водохранилищем.
В верхнем течении долина реки широкая и неглубокая, с плавными склонами, которые используются для выращивания зерновых и технических культур, винограда. Пойма реки двусторонняя, симметричная, ровная, покрыта травой. Используется под выпас скота. В верхнем течении река протекает через сёла Кочулия и Вишнёвка. Речной сток регулируется водохранилищем Вишнёвка.
В среднем и нижнем течении долина реки долина имеет хорошо выраженную трапециевидную форму. Ширина между подошвами склонов 140—260 м, между их краями 2,0 км. Вершины склонов достигают высоты 155—255 м. Русло зарегулировано путём спрямления, ширина 4,0 — 5,0 м, в пойменной части до 6,0 — 20 м. Средняя глубина реки 0,05 м. Течение слабое, практически на всех участках вода застаивается. Долина реки используется для выращивания зерновых и технических культур, винограда, фруктов. Речной сток в нижнем течении регулируется прудом.

## Морфометрические и морфографические характеристики
- длина основного русла 27,1 км[1];
- длина бассейна 27,7 км[1];
- площадь бассейна 147,0 км²[1];
- падение 184,94 м, средний уклон составляет 6,4 м/км (0,0064 %)[1];
- извилистость реки 1,09[1];
- плотность гидрографической сети 0,893 км/км²[1];
- доля озёр 0,953 %[1];
- доля лесов 9,297 %[1].

## Устье реки
Устьем реки Сасэгёл является река Ялпужель. Место слияния рек находится в 0,3 км от южной окраины села Котовское, на высоте 40,06 м.

## История
Естественный гидрологический режим реки в прошлом был изменён с целью накопления воды для ирригации, промышленного водоснабжения, рыбоводства и рекреации. В этих целях в русле реки были возведены водохранилище и пруд.
Водохранилище (озеро) Вишнёвка — расположено по течению реки ниже села Вишнёвка, объём более 1,6 млн м³ воды. Общие сведении об озере: тип — русловое, регулирование стока — многолетнее, назначение: промышленное водоснабжение, ирригация, рыбоводство, рекреация. Введено в эксплуатацию в 1971 году, проект — Севкавгипропищепром;
Пруд — расположен по течению реки в 3,7 км северо-западнее села Котовское. Общие сведения: тип — русловой, регулирование стока — сезонное, назначение: накопления воды для ирригации, рыбоводство, рекреация.

## Экологическое состояние реки
Основное антропогенное воздействие на экологическое состояние реки Сасэгёл оказывает хозяйственная деятельность населения сёл Кочулия и Вишнёвка по причине отсутствия очистных сооружений.
К природным факторам воздействия на качественные параметры реки относятся интенсивные ливневые осадки, в результате которых интенсификуются процессы смыва с поверхности водосборов твёрдых частиц, химических веществ, используемых в сельском хозяйстве, а так же бытового мусора.